# 宋乙相
宋 乙相（ソン・ウルサン、朝鮮語: 송을상、1911年6月24日 - 1987年10月27日）は、大韓民国の政治家。全羅北道議会議員、第5代韓国国会議員を歴任した。本貫は礪山宋氏。

## 経歴
日本統治時代の全羅北道扶安郡出身。高敞高等普通学校（現・高敞高等学校）4年中退。解放後は大韓独立促成国民会全州青年同盟宣伝部長、茁浦湾漁業組合長、コムソ漁業組合長、扶安郡東津面長、扶安郡治安対策委員長、全羅北道議会議員、民主党全羅北道党財政部長・扶安郡党委員長・全羅南道党財政部長・谷城郡党委員長・中央委員、国会農林委員を歴任した。

## 評価
風体がよく、対人関係も非常に穏やかであったという。